# Peter Schwaar
Peter Schwaar (* 6. August 1947 in Zürich) ist ein Schweizer Übersetzer spanischer Literatur.

## Leben
Peter Schwaar studierte nach der Matura Germanistik und Musikwissenschaft. Anschließend volontierte er beim Zürcher Tages-Anzeiger, dessen Redaktion er später angehörte. Seit 1987 ist er als freiberuflicher Übersetzer tätig. Schwaar lebt in Barcelona. 
Peter Schwaar übersetzt belletristische Werke aus dem Spanischen ins Deutsche, u. a. Romane der Erfolgsautoren Eduardo Mendoza und Carlos Ruiz Zafón. Er ist Mitglied im Verband deutschsprachiger Übersetzer literarischer und wissenschaftlicher Werke. 1992 wurde er mit einer Ehrengabe der Stadt Zürich ausgezeichnet. 1994 erhielt er den Übersetzerpreis der Spanischen Botschaft in Deutschland.
1993 erhielt Schwaar den Schweizer Prix d'encouragement pour traducteurs et traductrices de la collection CH (Förderpreis
für Übersetzer und Übersetzerinnen). Er war der erste Preisträger dieses neu geschaffenen Übersetzerpreises, der, wie die Stifterorganisation Ch Stiftung für eidgenössische Zusammenarbeit im Ganzen, dazu bestimmt ist, den kulturellen Austausch zwischen den vier Kulturen der Eidgenossenschaft zu fördern, in diesem Fall durch Übersetzungen.

## Übersetzungen
- Félix de Azúa: Fahnenwechsel. Berlin 1993.
- Miguel Barnet: Das Handwerk des Engels. Zürich 1993.
- Adolfo Bioy Casares: Abenteuer eines Fotografen in La Plata. Frankfurt am Main 1995.
- Adolfo Bioy Casares: Ein schwankender Champion. Frankfurt am Main 1997.
- Belén Gopegui: Die Eroberung der Luft. Zürich [u. a.] 2001.
- José María Guelbenzu: Der Blick. Frankfurt am Main 1990.
- Enrique de Hériz: Lügen. Hamburg 2005.
- Jorge Ibargüengoitia: Abendstunden in der Provinz. Frankfurt am Main 1999.
- Jorge Ibargüengoitia: Augustblitze. Frankfurt am Main 1992.
- Jorge Ibargüengoitia: Die toten Frauen. Frankfurt am Main 1990.
- Alexandro Jodorowsky: Wo ein Vogel am schönsten singt. Frankfurt am Main 1996.
- Antonio Martínez: Julias Tagebuch. Zürich [u. a.] 2002.
- Tomás Eloy Martínez: Der Flug der Königin. Frankfurt am Main 2003.
- Tomás Eloy Martínez: Der General findet keine Ruhe. Frankfurt am Main 1999.
- Tomás Eloy Martínez: Purgatorio. Frankfurt am Main 2010.
- Tomás Eloy Martínez: Santa Evita. Frankfurt am Main 1997.
- Tomás Eloy Martínez: Der Tangosänger. Frankfurt am Main 2005.
- Cristina Mendoza: Barcelona – Eine Stadt erfindet die Moderne. Frankfurt am Main [u. a.] 2006.
- Eduardo Mendoza: Das Geheimnis der verhexten Krypta. Frankfurt am Main 1990.
- Eduardo Mendoza: Das Jahr der Sintflut. Frankfurt am Main 1997.
- Eduardo Mendoza: Katzenkrieg. München 2012.
- Eduardo Mendoza: Eine leichte Komödie. Frankfurt am Main 1998.
- Eduardo Mendoza: Mauricios Wahl. Frankfurt am Main 2007.
- Eduardo Mendoza: Niemand im Damensalon. Frankfurt am Main 2002.
- Eduardo Mendoza: Die Stadt der Wunder. Frankfurt am Main 1989.
- Eduardo Mendoza: Die unerhörte Insel. Frankfurt am Main 1993.
- Eduardo Mendoza: Die Wahrheit über den Fall Savolta. Frankfurt am Main 1991.
- Eduardo Mendoza: Der Friseur und die Kanzlerin. München 2013.
- Juan José Millás García: Dein verwirrender Name. Frankfurt am Main 1990.
- Juan José Millás García: Meine Straße war die Welt. Frankfurt am Main 2009.
- Juan José Millás García: Das war die Einsamkeit. Frankfurt am Main 1991.
- Álvaro Mutis: Die Abenteuer und Irrfahrten des Gaviero Maqroll. Zürich 2005. (übersetzt zusammen mit Katharina Posada)
- Álvaro Mutis: Das Gold von Amirbar. Frankfurt am Main 1995.
- Álvaro Mutis: Die letzte Fahrt des Tramp Steamer. Frankfurt 1994.
- Rosa Ribas: Falsche Freundin. Berlin 2012.
- Carlos Ruiz Zafón: Gaudí in Manhattan. Frankfurt am Main 2009.
- Carlos Ruiz Zafón: Der Gefangene des Himmels. Frankfurt am Main 2012.
- Carlos Ruiz Zafón: Marina. Frankfurt am Main 2011.
- Carlos Ruiz Zafón: Der Schatten des Windes. Frankfurt am Main 2003
  - Rezension: Von fesselnden Büchern. Marie-Christin Starck über die Übersetzung. ReLÜ, Rezensionszeitschrift, 1, 2005
- Carlos Ruiz Zafón: Das Spiel des Engels. Frankfurt am Main 2008.
- Javier Tomeo: Die Taubenstadt. Berlin 1991.
- Javier Tomeo: Das umstrittene Testament des Gaston de Puyparlier. Berlin 1992.
- David Trueba: Die ganze Nacht geöffnet. Frankfurt am Main 1997.
- David Trueba: Die Kunst des Verlierens. Köln 2011.
- David Trueba: Vier Freunde. Frankfurt am Main 2000.
- Zoé Valdés: Geliebte erste Liebe. Zürich 2001.
- Juan Eduardo Zúñiga: Turgenjew. Frankfurt am Main 2001.

| Personendaten    | Personendaten                      |
| ---------------- | ---------------------------------- |
| NAME             | Schwaar, Peter                     |
| KURZBESCHREIBUNG | Schweizer literarischer Übersetzer |
| GEBURTSDATUM     | 6. August 1947                     |
| GEBURTSORT       | Zürich                             |